# Piotr Sadkiewicz
Piotr Sadkiewicz (ur. 1965 w Krakowie) – polski duchowny rzymskokatolicki, proboszcz. Członek Międzynarodowej Kapituły Orderu Uśmiechu.

## Życiorys
W 1989 roku został wyświęcony na kapłana przez kardynała Franciszka Macharskiego w Krakowie. Od 2003 roku sprawuje funkcję proboszcza w Parafii św. Michała Archanioła w Leśnej.
Zajmuje się organizowaniem akcji krwiodawstwa oraz wpisywania się do banku szpiku kostnego. Autor różnych akcji charytatywnych, np. zbiórki zabawek, pluszaków dla dzieci przebywających na oddziałach onkologicznych w szpitalach, twórca bezpłatnej wypożyczalni łóżek rehabilitacyjnych Za swoją działalność został uhonorowany kilkunastoma tytułami, odznaczeniami i nagrodami.

## Nagrody i odznaczenia
- Nagroda "Viventi Caritate - Żyjącemu Miłością" (przyznawaną przez radomski Fundusz im. bp. Jana Chrapka) 2008 i 2010[5]
- Proboszcz roku 2005[6]
- "MIÓD 2005" Dziennika Zachodniego[7]
- Nagroda im. Brajana Chlebowskiego za działalność na rzecz propagowania transplantacji, jako nowej formy ewangelizacji 2006[6]
- Odznaka Honorowa za Zasługi dla Ochrony Praw Dziecka (2016)[8]
- Order Uśmiechu 2009[6]
- Miłosierny Samarytanin 2007[9]
- Osobowość Ziem Górskich 2010[10]
- Beskidzki Anioł Sukcesu 2012[11]
- Medal Kropli Życia im. Agaty Mróz-Olszewskiej 2009 oraz tytuł Rycerz Kropli Krwi im. Agaty Mróz-Olszewskiej 2015[12]
- Medal Komisji Edukacji Narodowej 2014[13]